# Kraniosynostoza

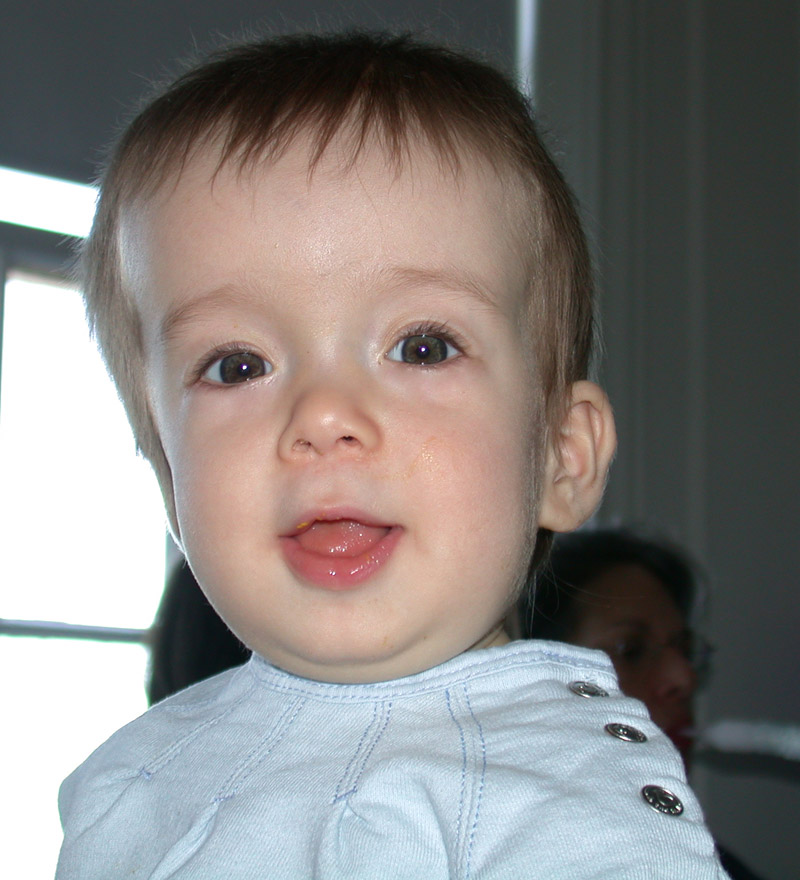
Dziecko z kraniosynostozą

Kraniosynostoza – wada wrodzona polegająca na przedwczesnym zarośnięciu jednego bądź kilku szwów czaszkowych, mogąca prowadzić do deformacji głowy. Może się tworzyć jeszcze przed narodzinami lub w pierwszych miesiącach po porodzie.
W pierwotnym przedwczesnym zarastaniu szwów wraz ze wzrostem mózgu dochodzi do wzrostu czaszki tylko w tych odcinkach szwów, które pozostają nieskostniałe. Jeśli jednocześnie zarośnie przedwcześnie kilka szwów, może dojść do wzrostu ciśnienia śródczaszkowego.
Do wtórnego przedwczesnego zarastania szwów dochodzi gdy na skutek ograniczonego wzrostu mózgu szwy czaszkowe zarastają przedwcześnie i rozwija się małogłowie. W tej sytuacji ciśnienie śródczaszkowe na ogół pozostaje prawidłowe.
Kraniosynostoza w obrębie jednego szwu czaszkowego występuje sporadycznie i jest najczęściej wadą izolowaną. Jeśli przedwcześnie zarasta więcej szwów czaszkowych, zazwyczaj stanowi to element złożonego zespołu wad wrodzonych. Kraniosynostoza jest obserwowana m.in. w zespole Crouzona i w zespole Aperta.

## Epidemiologia
Kraniosynostoza występuje raz na 2000 żywych urodzeń. Synostozę szwu węgłowego stwierdza się u 3 na 100 000 żywo urodzonych noworodków.